# Лазар Стојановић (народни херој)
Лазар Стојановић (Кушиљево, код Свилајнца, 1904 — Свилајнац, 9. фебруар 1942) био је учесник Народноослободилачке борбе и народни херој Југославије.

## Биографија
Рођен је 1904. године у селу Кушиљево, код Свилајнца. Ту постоји Кућа народног хероја Лазе Стојановића.
Пре Другог светског рата је радио као службеник.
Члан Комунистичке партије Југославије (КПЈ) је од 1938. године.
Учесник Народноослободилачке борбе је од 1941. године.
Био је командир Ресавске чете Другог шумадијског партизанског одреда.
После Прве непријатељске офанзиве и повлачења главнине партизанских снага у Санџак, Лазар је са својом четом остао на свом терену. Почетком 1942. године, окупаторске снаге су покренуле офанзиву чишћења терена од преосталих партизанских јединица, и у тим борбама, почетком фебруара Лазар је био рањен и заробљен. Умро је 9. фебруара од последица мучења приликом испитивања у затвору у Свилајнцу. Истог дана окупатори су мртво Лазарево тело јавно обесили, да би народу показали да су успели да ухавте и убију командира Ресавске партизанске чете.
Указом председника ФНРЈ Јосипа Броза Тита 27. новембра 1953. проглашен је за народног хероја.

## Галерија
- Кућа у Кушиљеву
- Спомен биста у Свилајнцу
- Орден народног хероја